# 動力車操縦者養成所
動力車操縦者養成所（どうりょくしゃそうじゅうしゃようせいじょ）とは、動力車操縦者運転免許に関する省令第17条の規定に基づき、動力車の操縦に関する講習を行う施設として国土交通大臣に指定された施設のことである。

## 概要
動力車操縦者運転免許を取得する者に対し講習を行う。講習修了から2年以内の者は、動力車操縦者運転免許に関する省令第9条により試験の全部または一部が免除される。動力車操縦者の免許の交付は地方運輸局長より行われる。
この省令上、養成所の指定は鉄道事業者・軌道経営者などの専用研修施設に限定してはいない。職業訓練施設や鉄道・軌道等とは無関係な企業や個人などでも制度上は指定を受けることは可能であり、養成所が特に受講条件を付けなければ、未成年者、身体検査・適性検査の不合格者、当初より動力車操縦者運転免許を取得する意思の無い者でも講習の受講、修了は可能である。しかし、2025年現在まで、鉄道事業者・軌道経営者以外で養成所の指定を受けた施設は存在しない。
また、第1種と第2種の磁気誘導式電気車・内燃車は資格制度は存在しているが、養成所の講習課程が省令上存在しないため、同免許が必要な鉄道・軌道は直接試験を受けるしか方法がない。ただし、指定養成所での講習（試験含む）が動力車操縦免許取得の条件ではなく、養成所で講習を行わない場合は各事業者で教習を行った後、運輸局が実施する学科・技能試験を受けることとなる。

## 講習

### 講習課程
養成所の講習課程は、学科講習と技能講習の両者を行うものを「第1類」、学科講習のみを行うものを「第2類」と分類している。
- 第1類甲種蒸気機関車運転講習課程 [2]
- 第2類甲種蒸気機関車運転講習課程 [2]
- 第1類甲種電気車運転講習課程 [2]
- 第2類甲種電気車運転講習課程 [2]
- 第1類甲種内燃車運転講習課程 [2]
- 第2類甲種内燃車運転講習課程 [2]
- 第1類新幹線電気車運転講習課程 [2]
- 第2類新幹線電気車運転講習課程 [2]
- 第1類乙種蒸気機関車運転講習課程 [2]
- 第2類乙種蒸気機関車運転講習課程 [2]
- 第1類乙種電気車運転講習課程 [2]
- 第2類乙種電気車運転講習課程 [2]
- 第1類乙種内燃車運転講習課程 [2]
- 第2類乙種内燃車運転講習課程 [2]
- 第1類無軌条電車運転講習課程 [2]

2007年現在、全ての指定された養成所で第1類の課程がある。第2類の課程があるのは、広島電鉄動力車操縦者養成所の第2類乙種電気車運転講習課程のみ。

## 動力車操縦者養成所一覧
動力車操縦者養成所に関する告示（昭和35年運輸省告示第68号・平成19年国土交通省告示第359号等改正）によると、国土交通大臣による指定を受けた養成所は次の通りである。
- 北海道旅客鉄道乗務員養成室（北海道札幌市手稲区曙1条3丁目1）
  - 第1類甲種電気車・第1類甲種内燃車・第1類新幹線電気車（昭和62年5月28日）
- 札幌市交通局動力車操縦者養成所（北海道札幌市厚別区大谷地東2丁目4-1）
  - 第1類甲種電気車・第1類乙種電気車（昭和34年5月14日）
- 函館市企業局電車乗務員養成所（北海道函館市末広町五番14号）
  - 第1類乙種電気車（昭和32年9月25日）
- JR東日本総合研修センター（福島県白河市十三原道下1-1）
  - 第1類甲種蒸気機関車・第1類甲種電気車・第1類甲種内燃車・第1類新幹線電気車（平成12年3月13日）
- 首都圏新都市鉄道乗務員養成所（茨城県つくばみらい市筒戸3500番地）
  - 第1類甲種電気車（令和6年3月19日）
- 東武鉄道鉄道事業本部鉄道乗務員養成所（埼玉県久喜市南栗橋2丁目20-1）
  - 第1類甲種電気車（昭和32年6月3日）
- 京成電鉄動力車操縦者養成所（千葉県印旛郡酒々井町柏木字桐ノ木12-8）
  - 第1類甲種電気車（昭和32年9月25日）
- 東京都交通局研修所（東京都江東区東雲2丁目7-41）
  - 第1類甲種電気車・第1類乙種電気車（昭和32年9月25日）
- 日本貨物鉄道中央研修センター（東京都品川区八潮3丁目2-65）
  - 第1類甲種電気車・第1類甲種内燃車（平成6年10月13日）
- 小田急研修センター（東京都世田谷区喜多見9丁目25-10）
  - 第1類甲種電気車（昭和32年4月12日）
- 東京地下鉄総合研修訓練センター（東京都江東区新木場4丁目4-15）
  - 第1類甲種電気車（平成16年6月16日）
- 京王電鉄鉄道教習所（東京都八王子市堀之内1414）
  - 第1類甲種電気車（昭和32年4月12日）
- 西武鉄道係員養成所（東京都東村山市秋津町4丁目16）
  - 第1類甲種電気車（昭和32年4月12日）
- 京浜急行電鉄鉄道乗務員育成所（神奈川県横浜市神奈川区亀住町19-2）
  - 第1類甲種電気車（昭和32年9月25日）
- 横浜市交通局安全教育センター（神奈川県横浜市港南区野庭町713番地）
  - 第1類甲種電気車（平成18年12月4日）
- 相模鉄道緑園都市教習所（神奈川県横浜市泉区緑園4丁目3-28）
  - 第1類甲種電気車（昭和39年9月28日）
- 東急電鉄鉄道研修センター（神奈川県川崎市中原区木月三丁目36番二号）
  - 第1類甲種電気車・第1類乙種電気車（昭和32年4月12日）
- 富山地方鉄道動力車操縦者養成所（富山県富山市大町字道筬割176番地一）
  - 第1類甲種電気車・第1類乙種電気車（昭和32年12月20日）
- 名古屋鉄道教習所（愛知県清須市西枇杷島町下砂入68番四）
  - 第1類甲種電気車・第1類乙種電気車（昭和32年2月23日）
- JR東海総合研修センター新幹線動力車操縦者養成所（静岡県三島市文教町1丁目4-19）
  - 第1類新幹線電気車（昭和62年5月28日）
- JR東海総合研修センター動力車操縦者養成所（愛知県名古屋市千種区内山一丁目20番40号）
  - 第1類甲種電気車・第1類甲種内燃車（昭和62年5月28日）
- 名古屋市交通局研修所（愛知県名古屋市名東区朝日が丘134番地の一）
  - 第1類甲種電気車（平成18年12月4日）
- 近畿日本鉄道鉄道本部名古屋統括部運輸部教習所（三重県津市白塚町906）
  - 第1類甲種電気車（昭和32年6月3日）
- 京都市交通局研修所（京都府京都市右京区太秦下刑部町12番地）
  - 第1類甲種電気車（平成18年10月19日）
- 大阪市高速電気軌道鉄道事業本部統括部教習センター（大阪府堺市北区長曾根町183-22）
  - 第1類甲種電気車（昭和32年2月23日）
- 西日本旅客鉄道社員研修センター（大阪府吹田市片山町2丁目12-1）
  - 第1類甲種蒸気機関車・第1類甲種電気車・第1類甲種内燃車・第1類新幹線電気車（昭和62年5月28日）
- 京阪電気鉄道営業推進部研修課（京都府京都市伏見区桃山町金井戸島十）
  - 第1類甲種電気車・第1類乙種電気車（昭和32年8月29日）
- 阪急電鉄都市交通事業本部・運輸部教習所（大阪府摂津市阪急正雀1-1）
  - 第1類甲種電気車（昭和32年3月25日）
- 南海電気鉄道公共交通グループ鉄道事業本部安全推進部鉄道研修センター（大阪府高石市羽衣4丁目10-8）
  - 第1類甲種電気車・第1類乙種電気車（昭和32年6月3日）
- 神戸市交通局研修所（兵庫県神戸市須磨区西落合二丁目三番一号）
  - 第1類甲種電気車（平成18年10月19日）
- 阪神電気鉄道都市交通事業本部運輸部教習所（兵庫県尼崎市水明町373-6）
  - 第1類甲種電気車（昭和32年2月23日）
- 山陽電気鉄道教習所（兵庫県明石市二見町東二見1050）
  - 第1類甲種電気車（昭和32年6月3日）
- 近畿日本鉄道鉄道本部大阪統括部運輸部教習所（奈良県奈良市尼辻北町10-1）
  - 第1類甲種電気車（昭和32年6月3日）
- 広島電鉄動力車操縦者養成所（広島市中区東千田町2丁目9-29）
  - 第1類乙種電気車・第2類乙種電気車（昭和33年12月17日）
- 四国旅客鉄道研修センター（香川県高松市西町32番16号）
  - 第1類甲種電気車・第1類甲種内燃車（昭和62年5月28日）
- 九州旅客鉄道社員研修センター（福岡県北九州市門司区新原町8-1）
  - 第1類甲種蒸気機関車・第1類甲種電気車・第1類甲種内燃車・第1類新幹線電気車（平成20年3月7日）
- 福岡市交通局教習所（福岡県福岡市西区下山門四丁目一番一号）
  - 第1類甲種電気車（平成18年12月4日）

- 西日本鉄道電車教習所（福岡県久留米市宮ノ陣五丁目五番11号）
  - 第1類甲種電気車（昭和32年3月25日）